# Stazione di Birkenstein
La stazione di Birkenstein si trova nella comunità Dahlwitz-Hoppegarten ancora indicata come punto di interruzione Birkenstein. Si trova alla distanza chilometrica 14,9 della ferrovia Berlino-Küstrin-Kietz. Il punto di interruzione ha una piattaforma centrale con due binari. Nel traffico giornaliero, viene servita ogni 10 minuti dalla linea S5 (S-Bahn di Berlino). Sebbene nel 1941 vi fossero già piani per una stazione tra Mahlsdorf e Hoppegarten, la fermata fu realizzata il 21 dicembre 1992. La stazione è una delle 20 cosiddette stazioni principali della S-Bahn di Berlino con una supervisione locale.